# FC Unirea Urziceni
Fotbal Club Unirea Urziceni (en español, Unión Urziceni) fue un club de fútbol situado en Urziceni, en el distrito de Ialomiţa (Rumanía).
Fue fundado en 1954 y no tuvo un papel destacado en el deporte nacional hasta 2002, cuando Dumitru Bucşaru compró el club. El nuevo propietario invirtió dinero en jugadores con experiencia y entrenadores como Mihai Stoica y Dan Petrescu, que auparon al club a primera división. En la temporada 2008-09 ganó la Liga de Rumanía por primera vez, clasificándose además para la Liga de Campeones 2009-10.
En 2011 el club vendió a casi toda su plantilla por problemas económicos y descendió a la Liga II. El 6 de julio de 2011 la Federación Rumana rechazó su inscripción, confirmándose su desaparición. Cuatro años después, un equipo llamado «Unirea 2015 Urziceni» comenzó a competir en la Liga V.

## Historia
El club se fundó en 1954 como Ialomiţa, nombre del distrito donde se encuentra Urziceni. Durante muchos años limitó su participación a torneos regionales, hasta que en la temporada 1968-69 ingresó en el sistema nacional con la denominación Aurora Urziceni. Más tarde pasó a llamarse FC Avântul Urziceni.
En 1976, coincidiendo con la inauguración del Estadio Tineretului, se estrenó en la semiprofesional Cuarta División y alternó esa categoría con la Tercera. En los años 1980 adoptó el nombre Unirea Urcizeni y en 1988 llegó hasta los octavos de final de la Copa de Rumanía. Un año después disputó la fase de ascenso pero cayó eliminado por el FC Dunărea Călărași. El equipo no pudo repetir ese momento dulce durante mucho tiempo y en 1999 vivió un nuevo cambio de denominación por Agricultorul Urziceni.
La situación dio un giro en verano de 2002 con la llegada a la presidencia de Dumitru Bucşaru, empresario local que presentó un ambicioso proyecto de profesionalización. Bucşaru recuperó la denominación Unirea,  patrocinó al club a través de su empresa Valahorum y desarrolló un plan a largo plazo en el que se contrataron jugadores profesionales, se remodeló el estadio y se adoptó una estructura empresarial. En la temporada 2002-03 fue campeón de Tercera y ascendió a Segunda División. Gracias a una plantilla de veteranos, en la campaña 2005-06 finalizó subcampeón y pudo jugar la promoción por el ascenso, en la que superó al FC Forex Braşov y al FC Bihor Oradea para meterse en la máxima categoría (Liga I) por primera vez.
Ya en Primera División, Bucşaru contrató a Dan Petrescu como entrenador y a Mihai Stoica como director deportivo, este último procedente del Steaua de Bucarest. En la temporada 2007-08 llegó a la final de la Copa de Rumania pero la perdió contra el CFR Cluj por 2:1. Pese a esa derrota, consiguió clasificarse para la Copa UEFA por primera vez sin llegar demasiado lejos; fue eliminado en primera ronda por el Hamburgo SV alemán.
Finalmente, el Unirea Urziceni ganó la Liga I en la temporada 2008-09, clasificando también para la ronda de grupos de la Liga de Campeones de la UEFA 2009-10. El representante rumano finalizó tercero de su grupo con ocho puntos, mientras que en el torneo doméstico fue subcampeón, a tres puntos del CFR Cluj.

### Desaparición
El Unirea Urziceni entró en problemas cuando Dumitru Bucşaru tuvo que pagar una deuda de cuatro millones de euros a Gigi Becali, propietario del Steaua de Bucarest, en concepto de pagos atrasados. Para compensarlo, traspasó al Steaua casi toda la plantilla a mediados de la temporada 2010-11. El equipo tuvo que acabar la temporada con un plantel de futbolistas cedidos, pero no fue suficiente y finalizó en penúltimo lugar, descendiendo a Segunda División. El 6 de julio de 2011 la Federación Rumana de Fútbol negó la licencia profesional y le expulsó de las competiciones nacionales durante un año, lo que provocó su desaparición.

## Uniforme
- Uniforme titular: Camiseta blanca, pantalón blanco, medias blancas.
- Uniforme alternativo: Camiseta negra, pantalón negro, medias negras.
- Tercer uniforme: Camiseta azul, pantalón azul, medias azules.

## Estadio
El estadio donde Unirea Urziceni jugó como local fue el Stadionul Tineretului de Urziceni, con aforo para 8.000 espectadores y césped natural. Fue inaugurado en 1976 y su aforo actual es de 8.000 espectadores. Aunque fue inaugurado en 1976 y es de titularidad municipal, las reformas para adecuarlo a Primera División corrieron a cargo del presidente Dumitru Bucşaru y no concluyeron hasta 2006.
Durante la Liga de Campeones de la UEFA el equipo tuvo que jugar en el Stadionul Ghencea de Bucarest.

## Jugadores
La siguiente lista recoge algunos de los futbolistas más destacados de la entidad.
| - Dudu Georgescu (1987-1988) - Epaminonda Nicu (2002-2011) - Raul Rusescu (2005-2010) - Bogdan Stelea (2006-2008) - Bogdan Mara (2007-2008) - Bogdan Stancu (2007-2008) - Valeriu Bordeanu (2007-2010) - George Galamaz (2007-2010) - Marius Onofraș (2007-2010) - Marius Bilașco (2007-2010) - Răzvan Pădurețu (2007-2011) |  | - Iulian Apostol (2007-2011) - Dinu Todoran (2008-2010) - Sorin Frunză (2008-2010) - Daniel Tudor (2008-2011) - Dacian Varga (2009) - Ricardo Gomes (2006-2010) - Pablo Brandán (2007-2010) - Ersin Mehmedović (2007-2010) - Giedrius Arlauskis (2008-2010) - Bruno Fernandes (2008-2010) - António Semedo (2009-2010) |

## Entrenadores
La siguiente lista solo recoge los entrenadores del Unirea en Primera División.
- Costel Orac (2005-2006)
- Dan Petrescu (2006-2009)
- Ronny Levy (2009-2010)
- Octavian Grigore (2010)
- Marian Pană (2010)

## Palmarés
- Primera División de Rumanía (1): 2008-09.
- Tercera División de Rumanía (1): 2002-03